# Marian Simion
Marian Simion, född 14 september 1975, är en rumänsk boxare som tog OS-silver i lätt mellanviktsboxning 2000 i Sydney och OS-brons i samma viktklass 1996 i Atlanta. Han är storebror till Dorel Simion, som tog OS-brons i welterviktsboxning 2000.